# Braunton
Braunton ist ein englisches Dorf im Westen von Barnstaple im Norden Devons.

## Lage
Der Wanderweg South West Coast Path National Trail führt durch den nur wenige Kilometer von der Küste entfernten Ort. Ebenso durchquert der Tarka Trail das Dorf. Die Dünenlandschaft der Braunton Burrows liegt westlich und diente bereits mehrfach als Filmkulisse. Das heutige Naturreservat war 1943 Übungsgebiet für die amerikanischen Soldaten, die dort für die Landung in der Normandie übten. Südlich befindet sich die Royal Marines Base Chivenor, ein Stützpunkt der Royal Marines.

## Geschichte
Der heilige Brannock kam 550 als Missionar aus Südwales. Brannock war ein Priester im Haushalt der Brychan, König von Brecknock. Er heiratete die Tochter des Königs, jedoch missbilligte man sein Verlassen des königlichen Hauses. Zu dieser Zeit kamen viele Waliser auf diese Seite des Bristolkanals.
Brannock kam ins nördliche Devon und landete an der Flussmündung des nahe gelegenen Taw. Er begründete die christliche Gemeinde. Später wurde die erste Kirche am Caen gebaut und damit der Ort gegründet.
Das Dorf besaß einen Bahnhof an der heute nicht mehr existierenden Bahnstrecke von Barnstaple nach Ilfracombe, dessen Reste teilweise heute noch zu sehen sind.

## Söhne- und Töchter der Stadt
- Nick Adams (* 1948), Autorennfahrer

## Bildergalerie

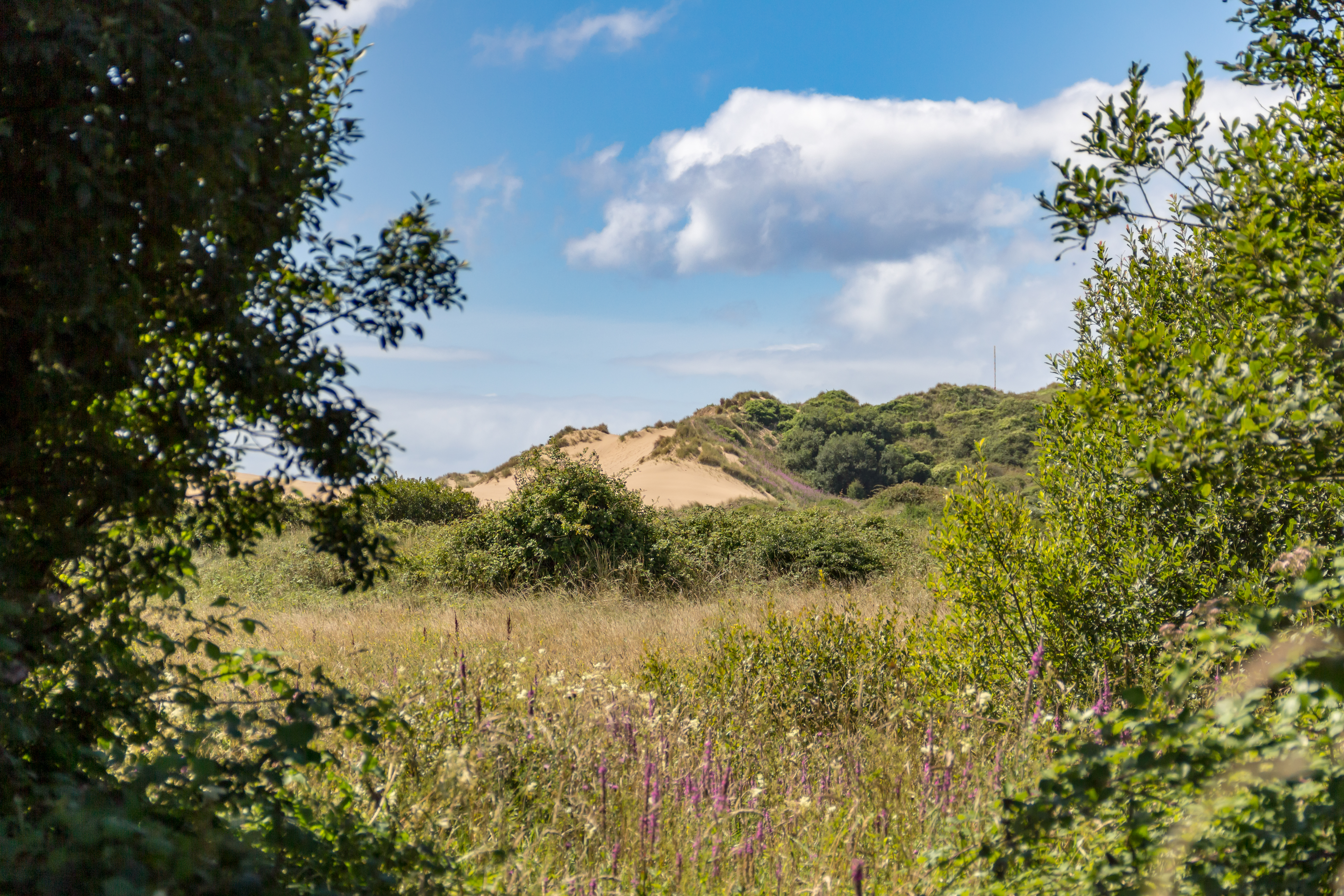
Braunton Burrows
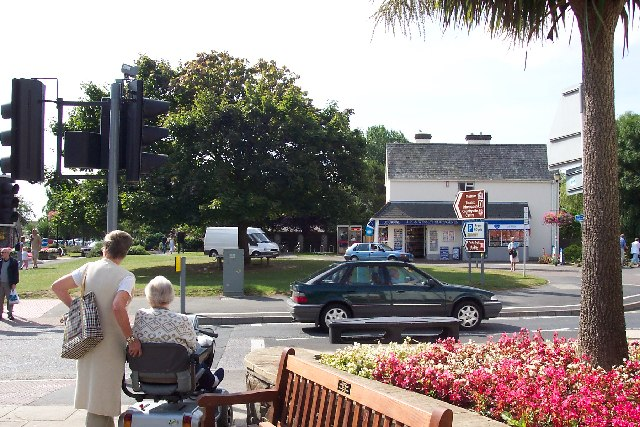
Zentrum
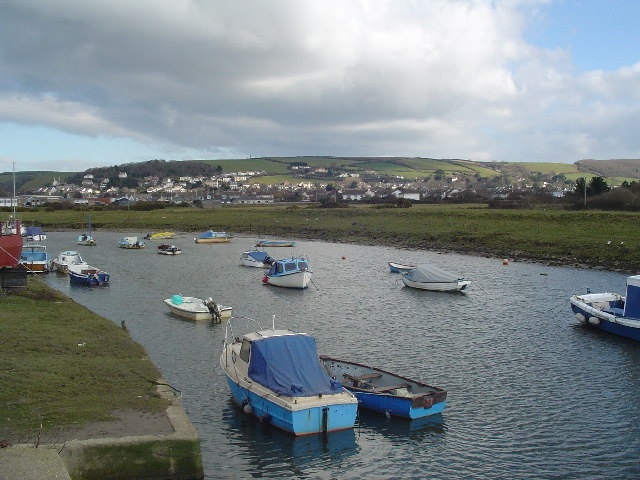
Velator Quay
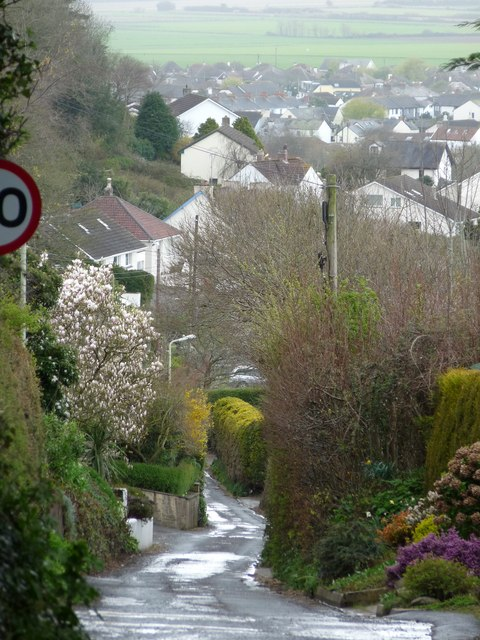
Braunton
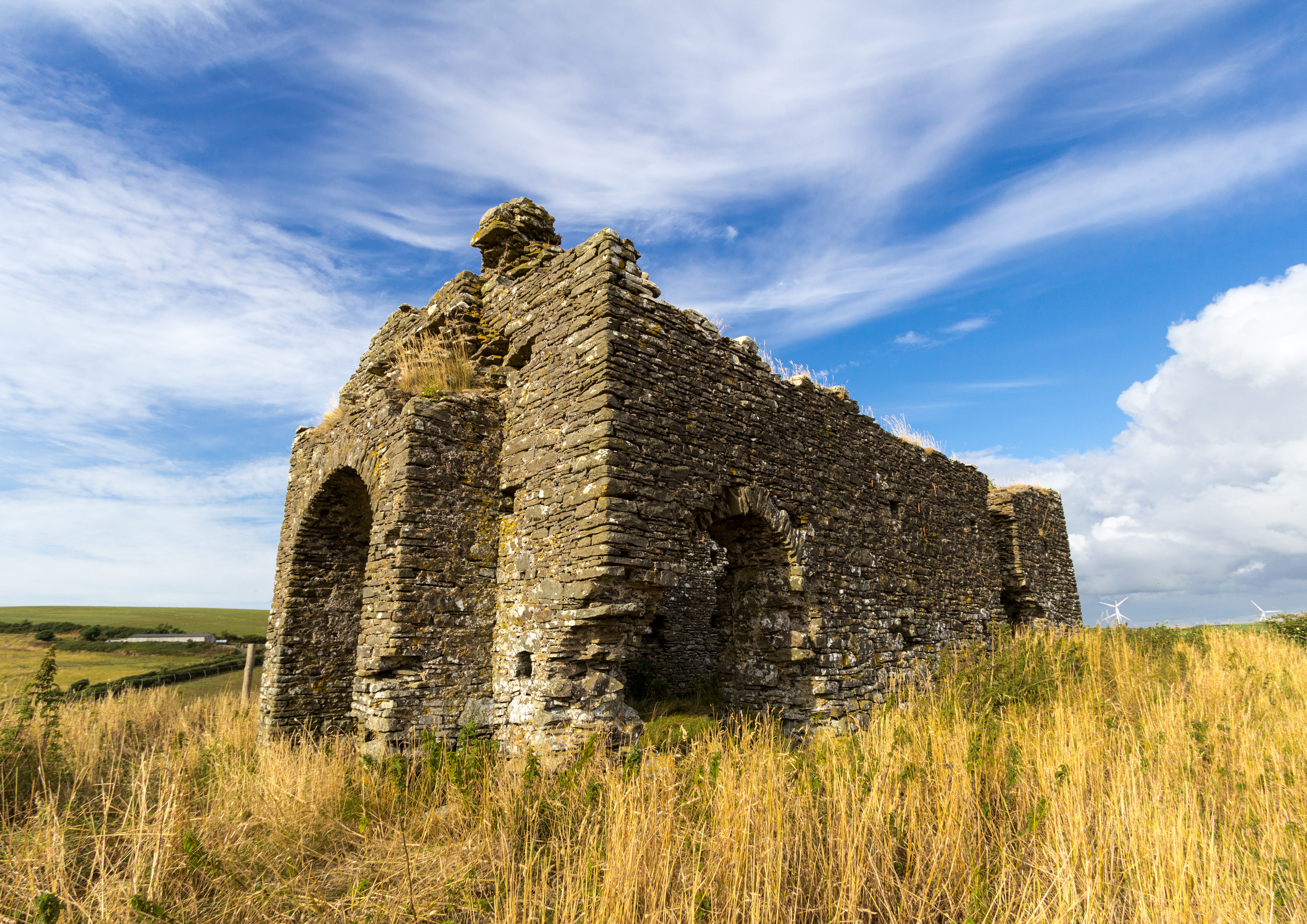
Ruine der St.-Michael-Kapelle
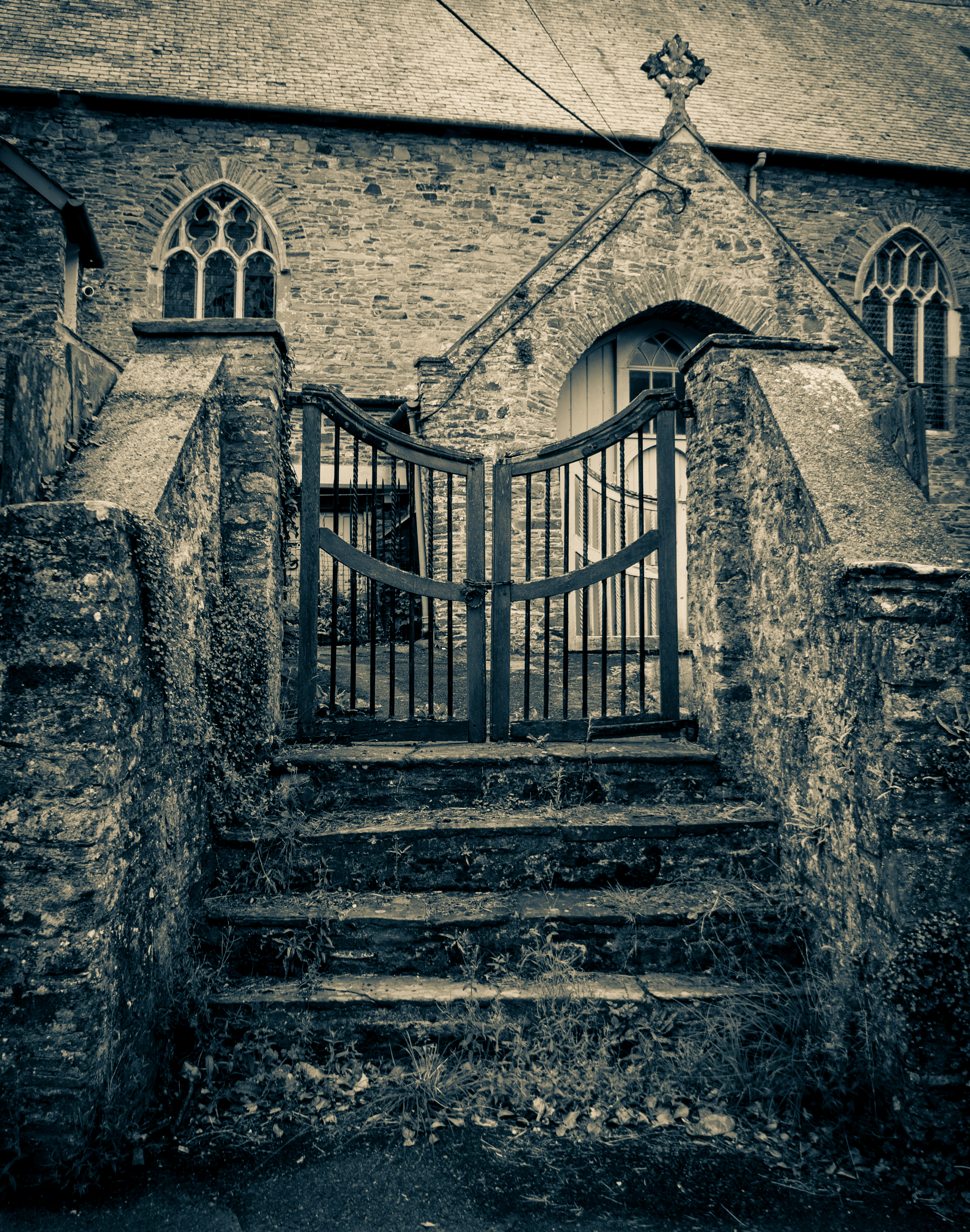
St.-Brannock-Kirche
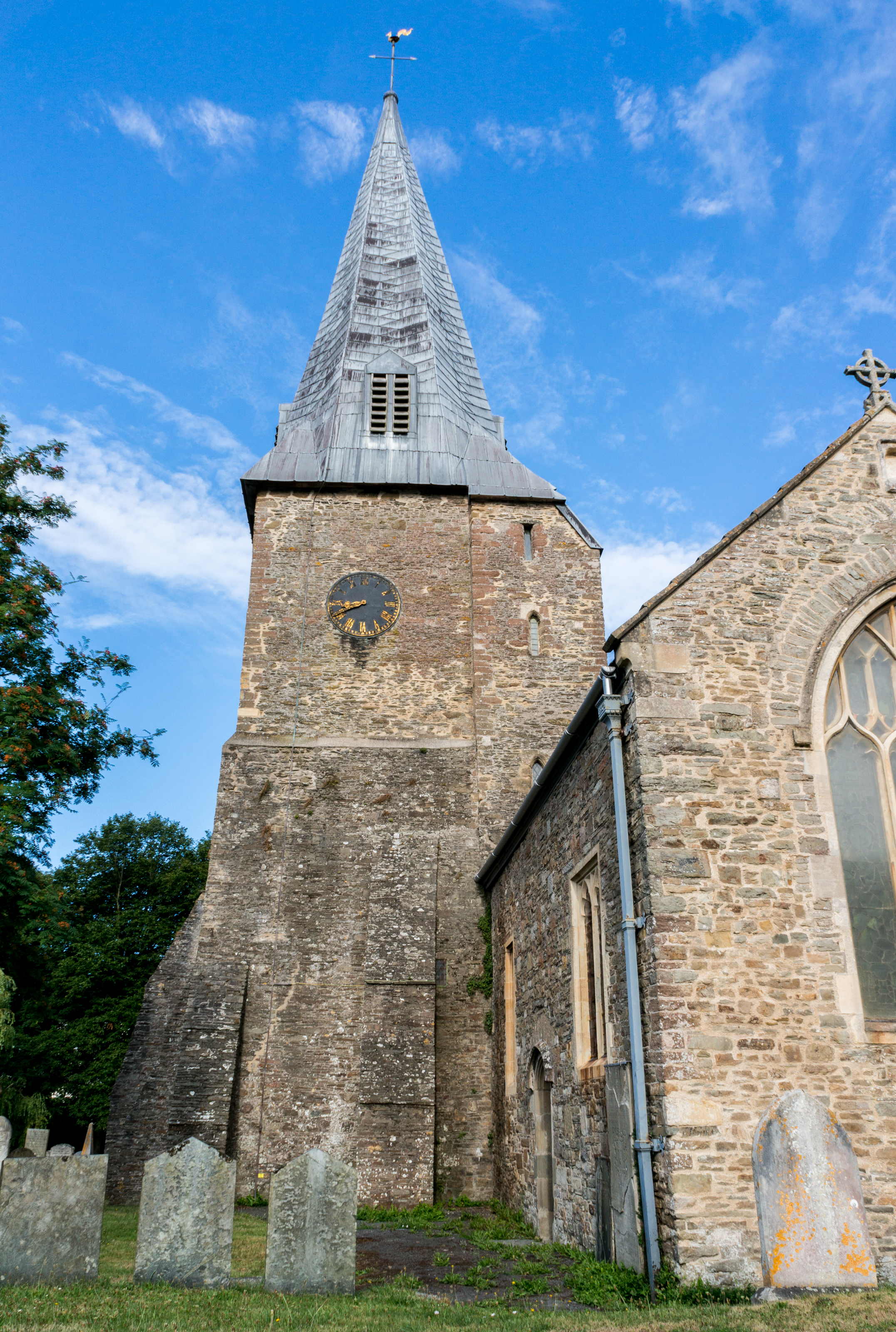
St.-Brannock-Kirche
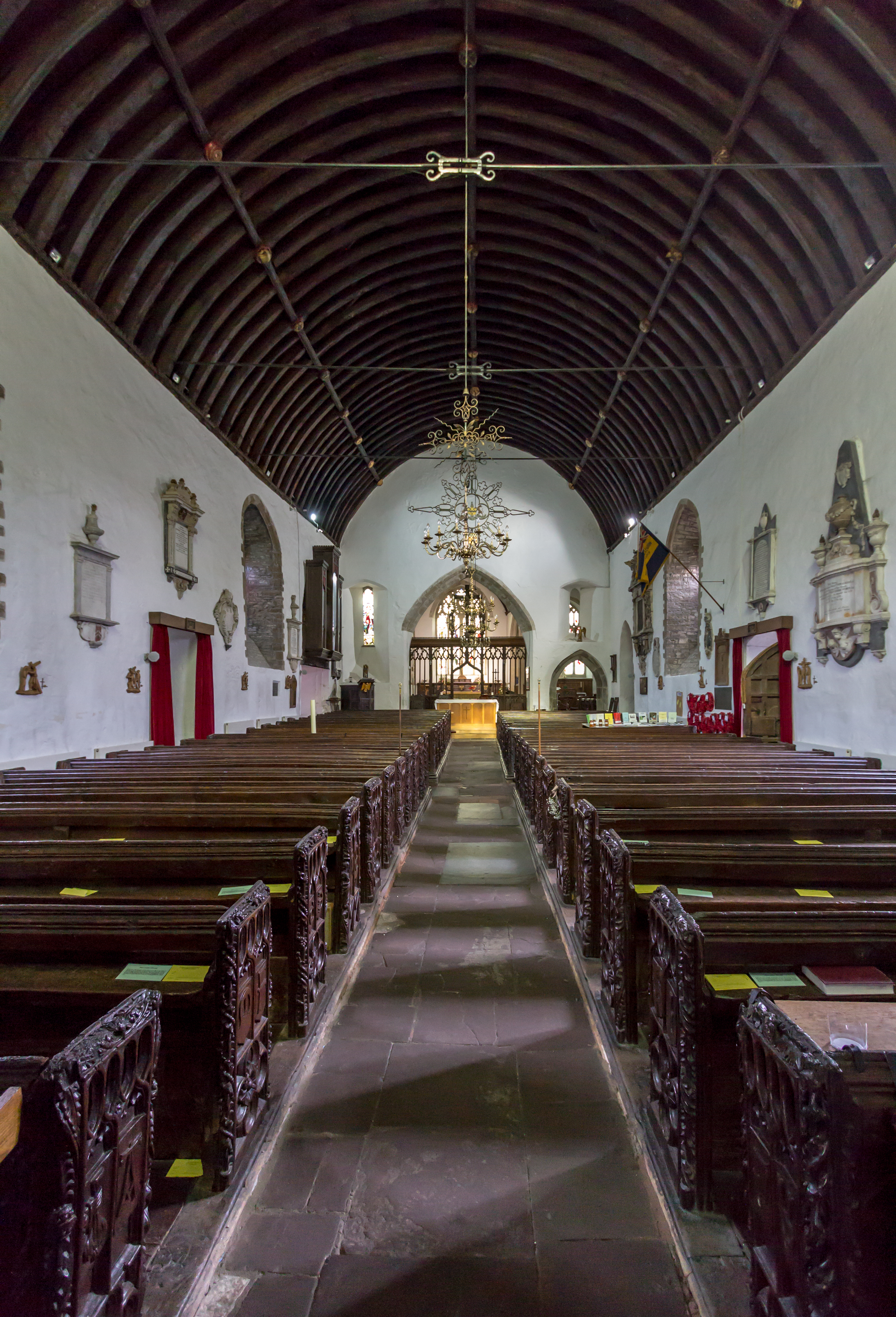
St.-Brannock-Kirche
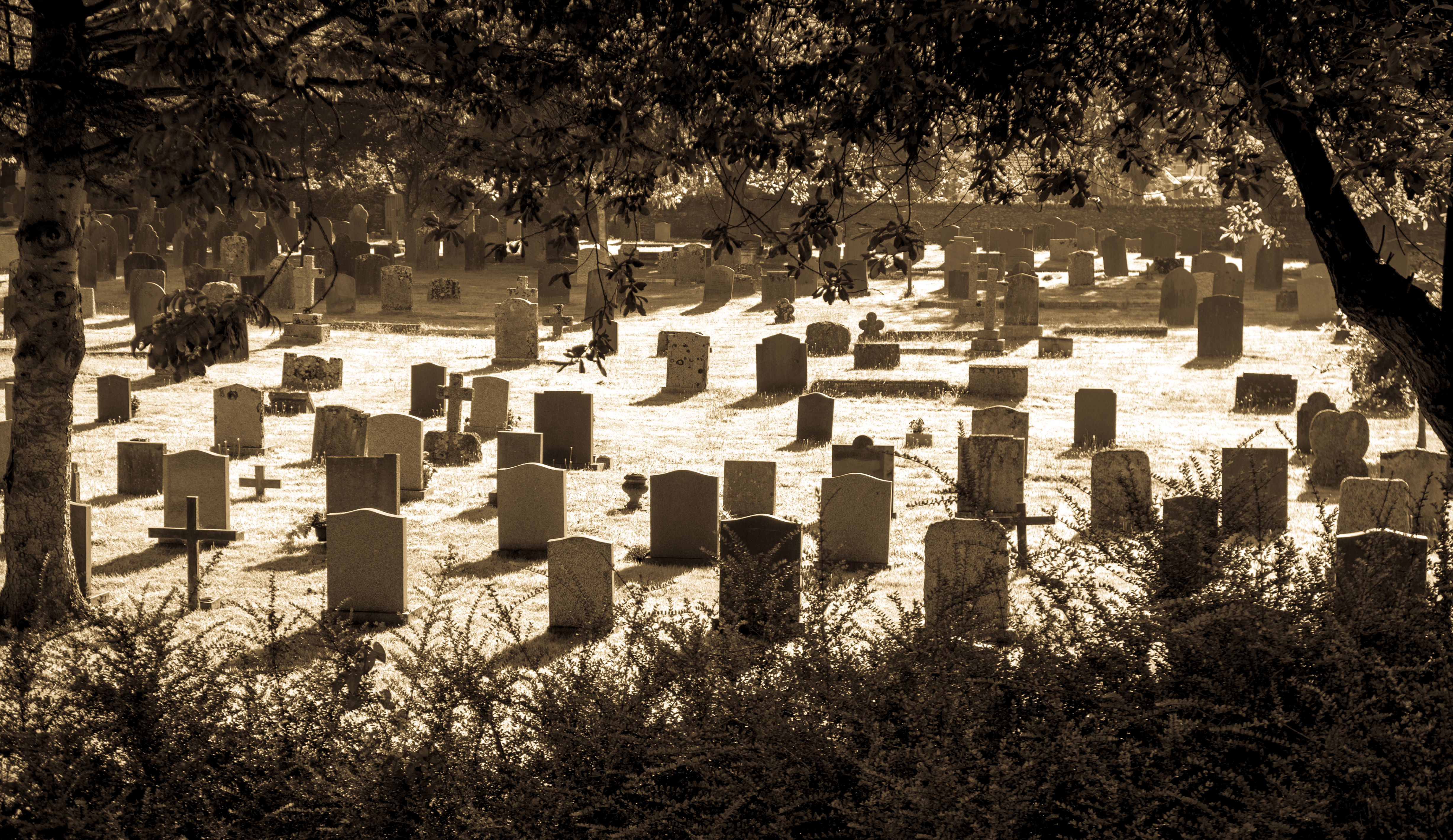
Friedhof der St.-Brannock-Kirche
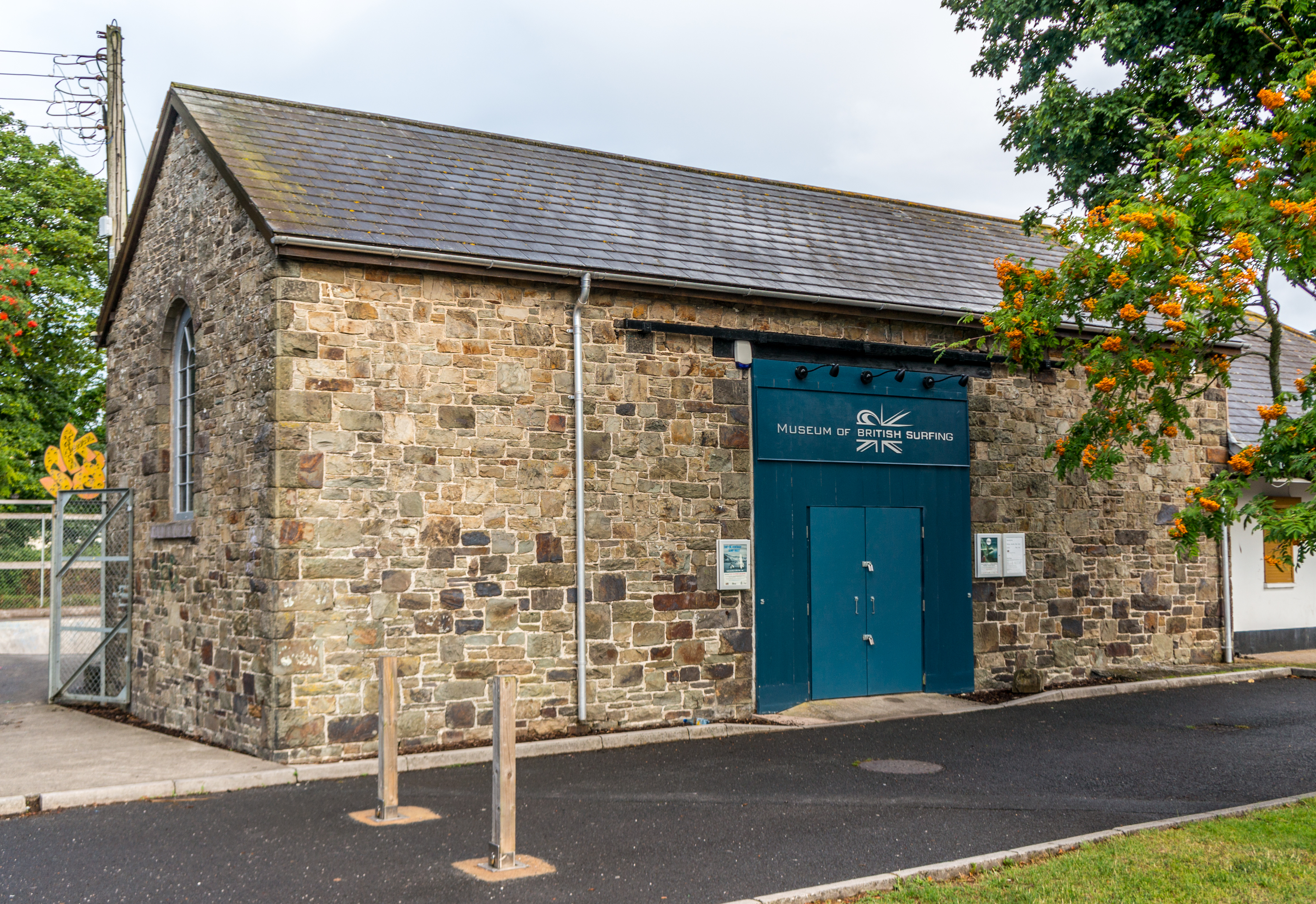
Güterschuppen des ehemaligen Bahnhof, heute das Museum of British Surfing
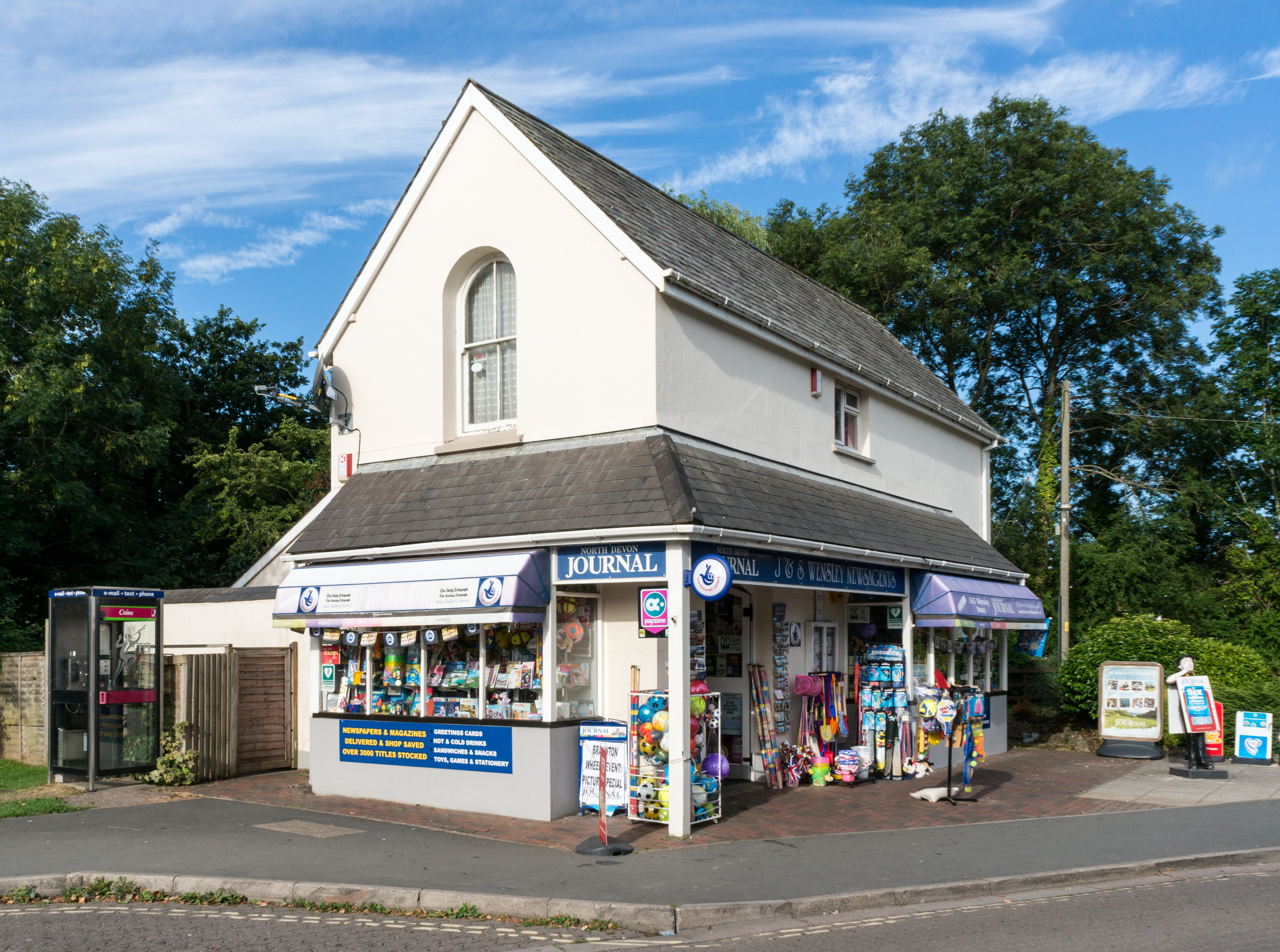
Empfangsgebäude des ehemaligen Bahnhofs
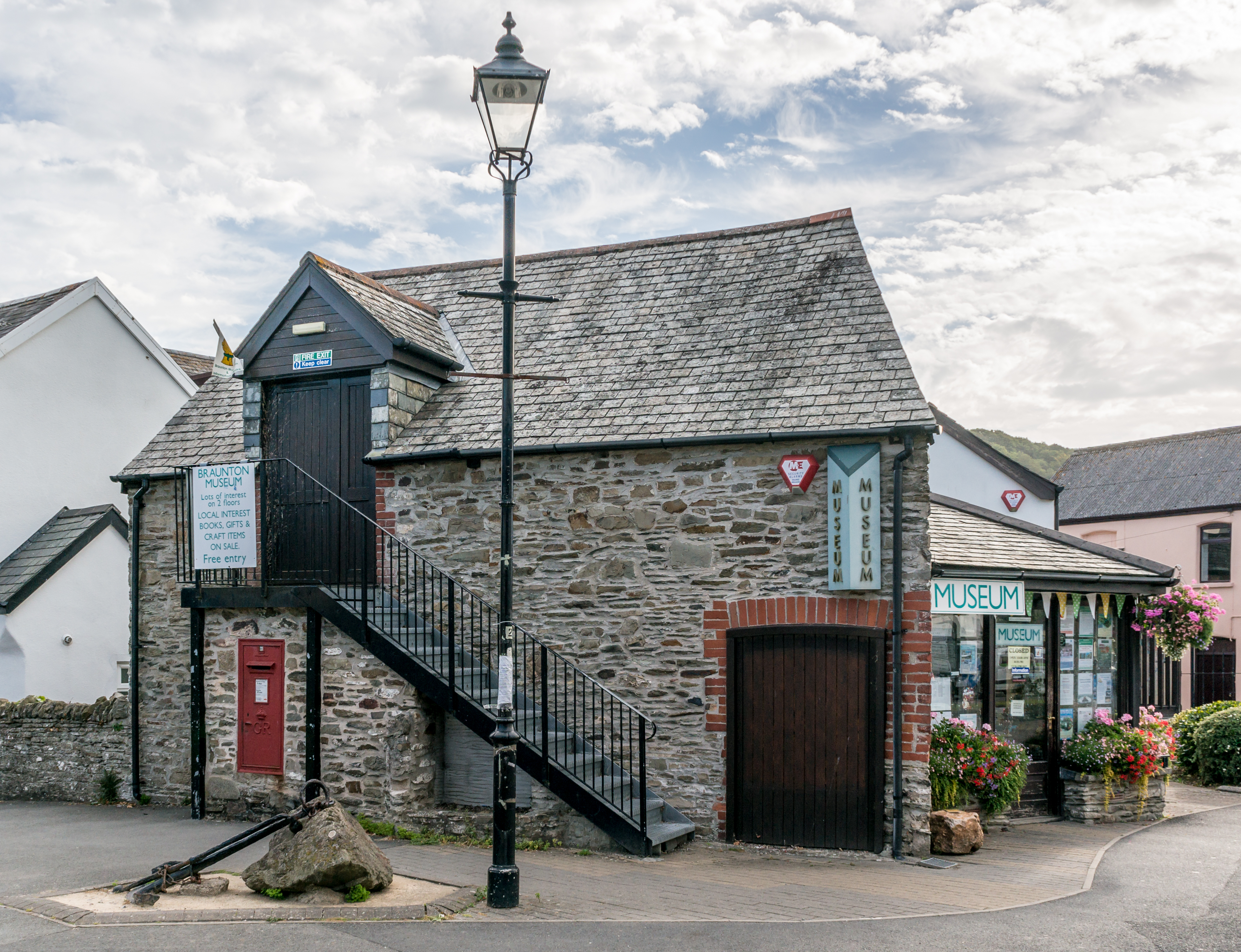
Braunton & District Museum
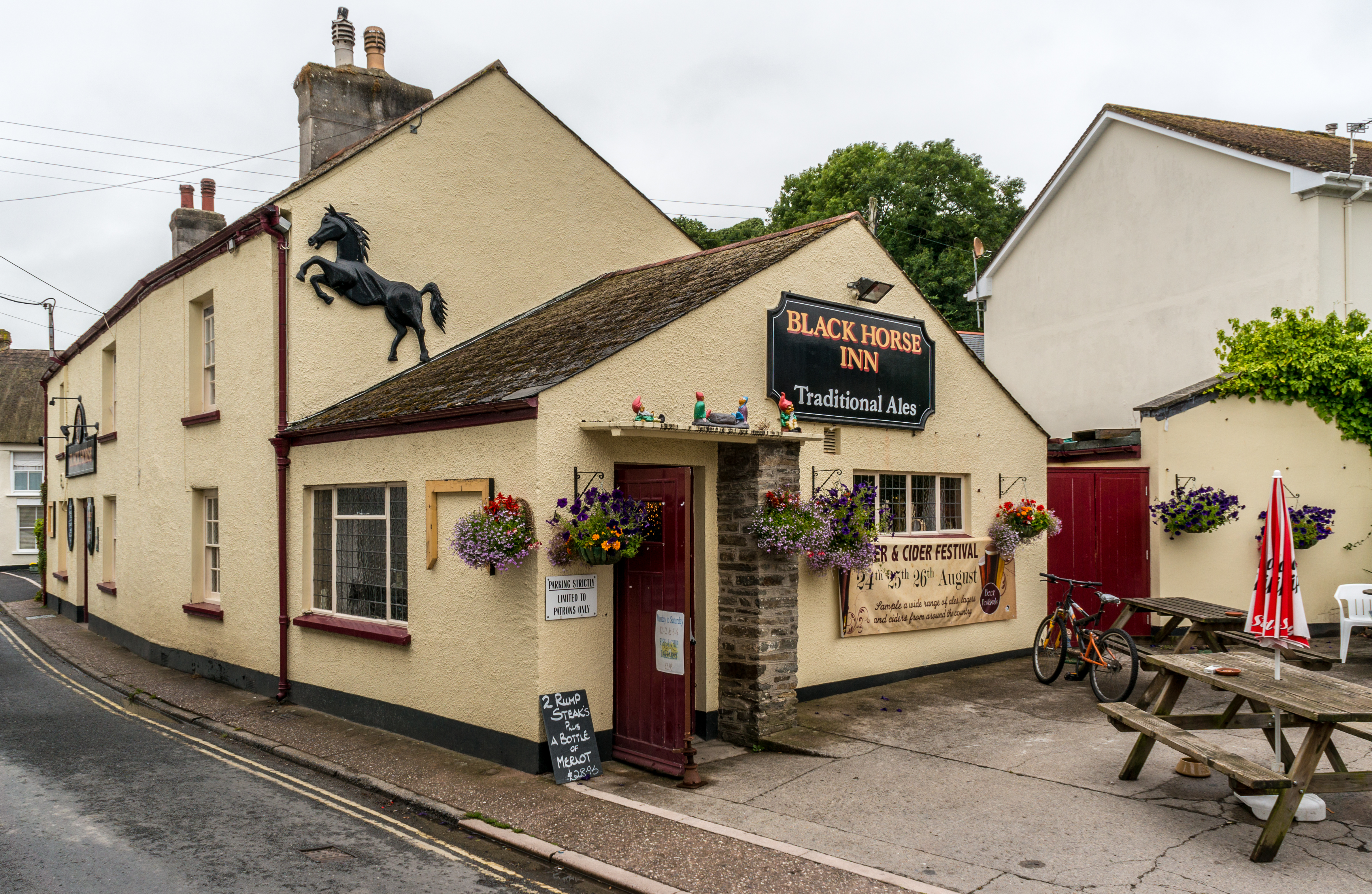
„Black Horse Inn“
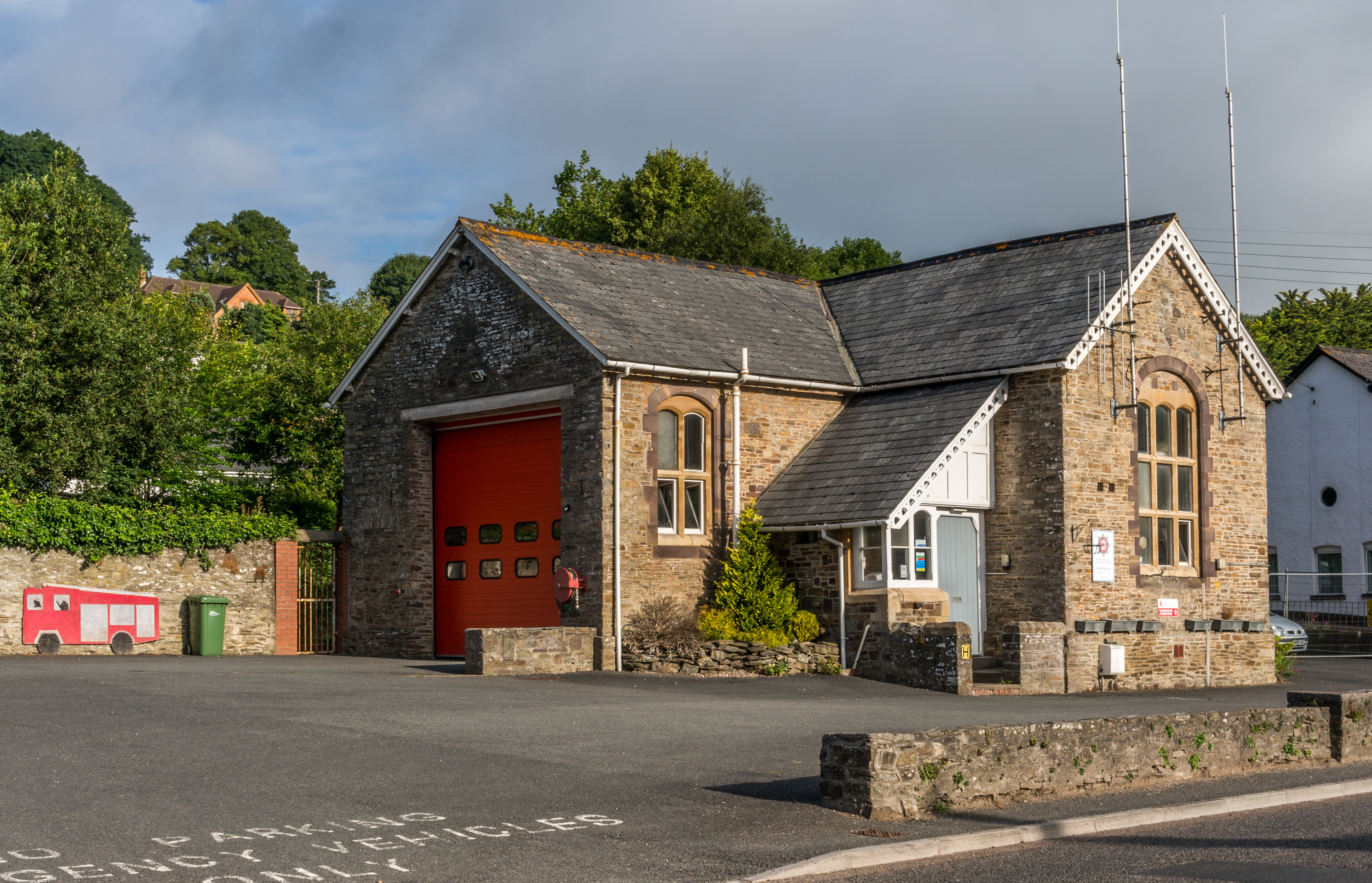
Feuerwehrhaus
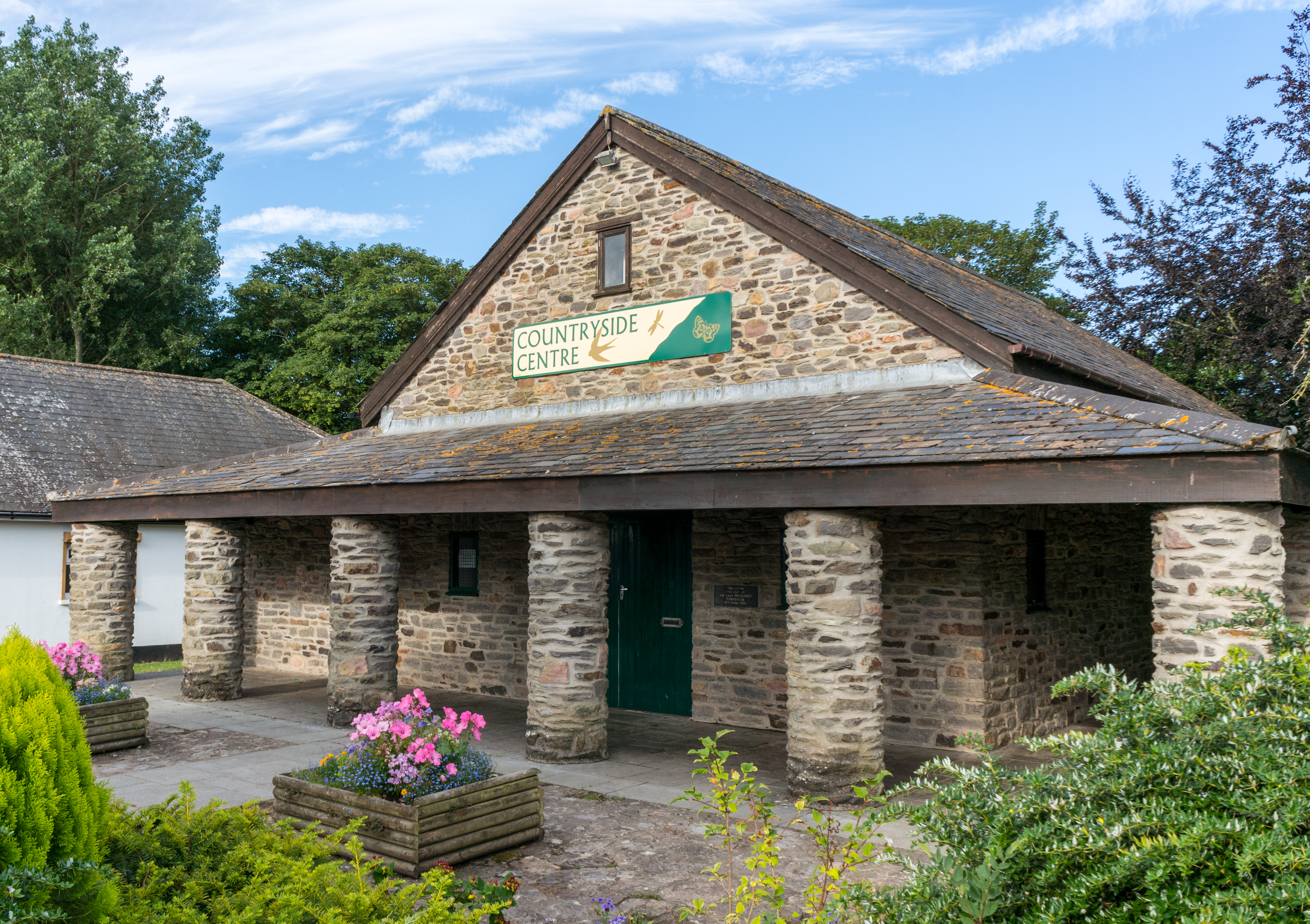
Countryside Centre
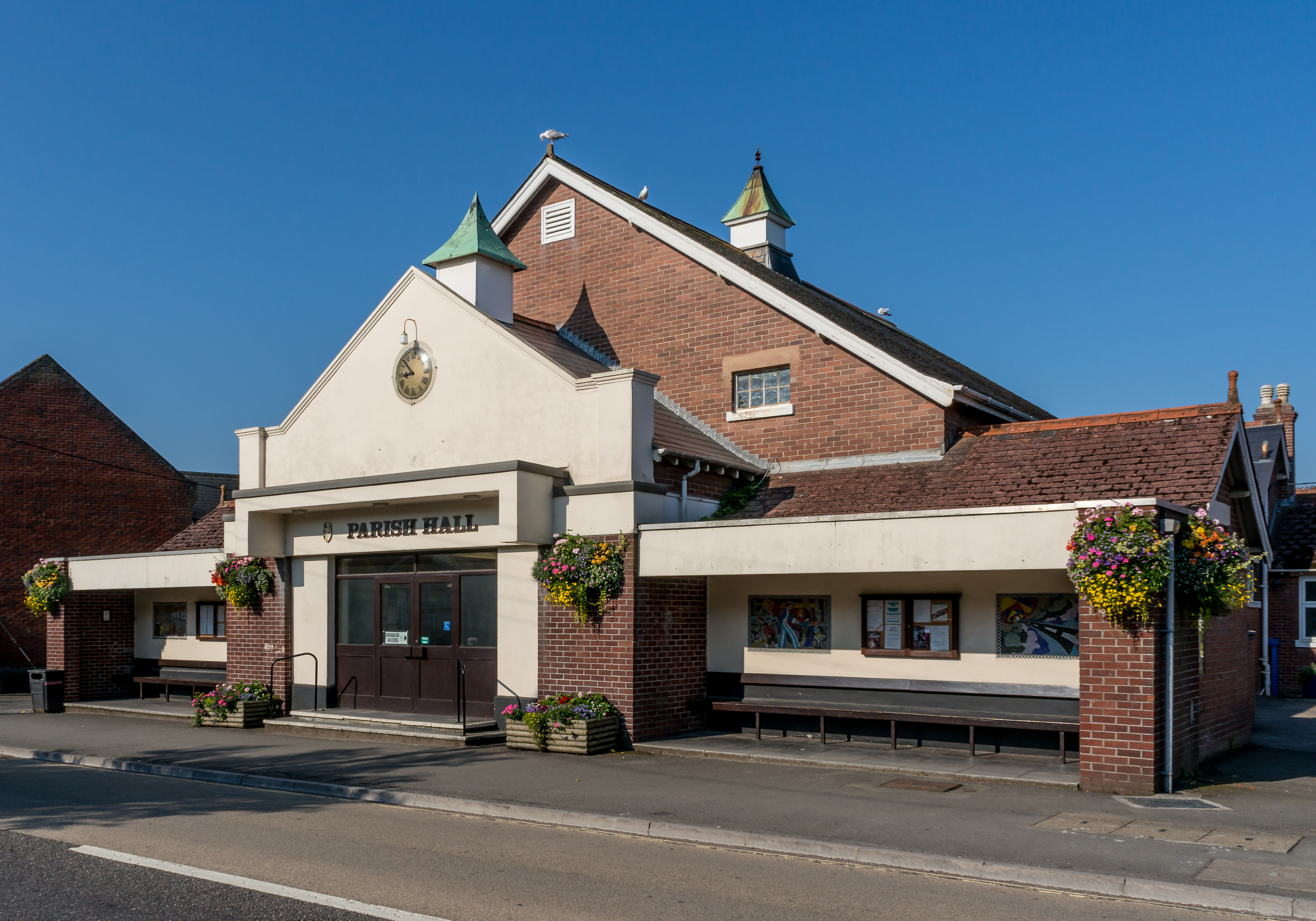
Parish Hall
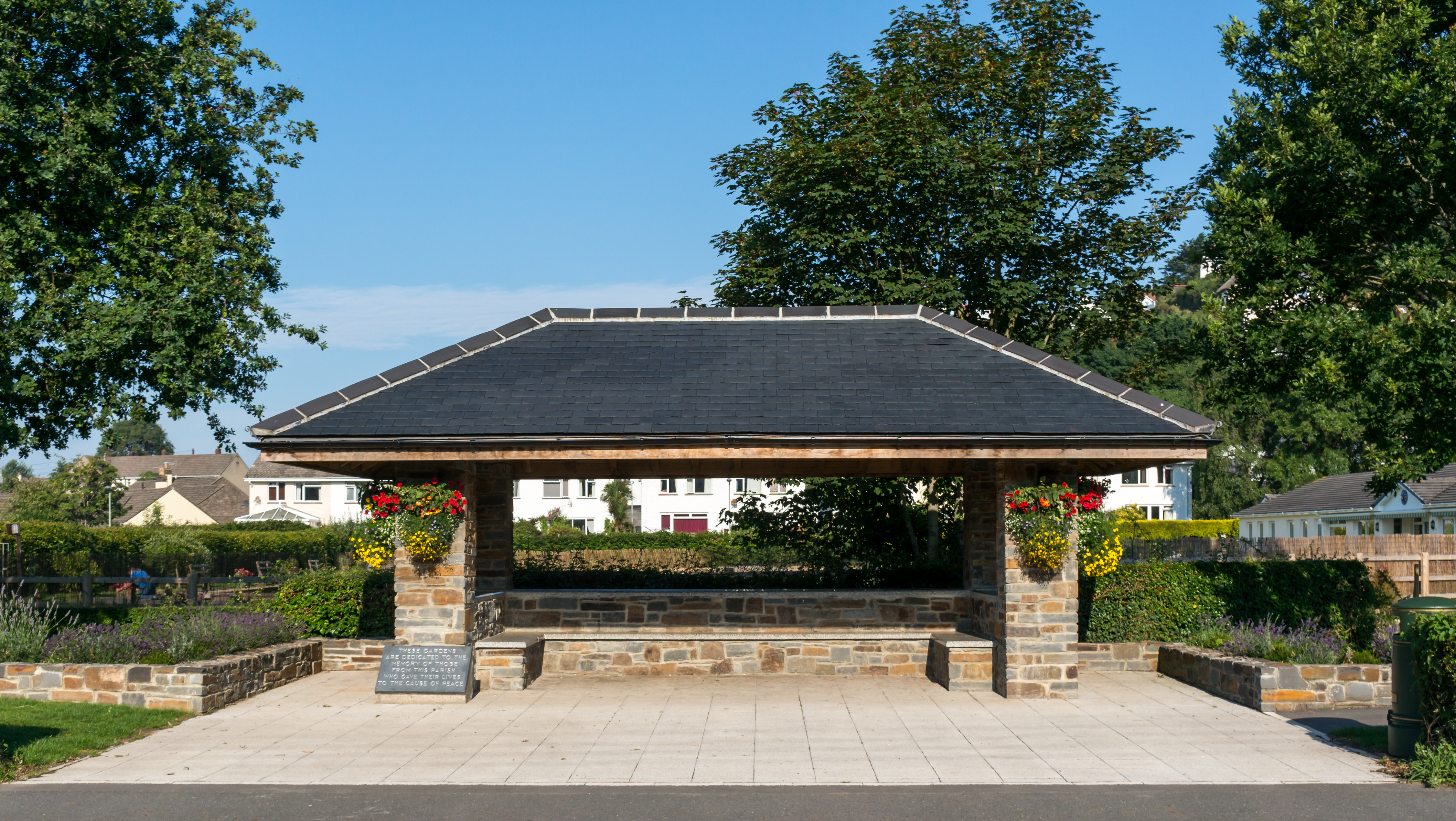
Memorial
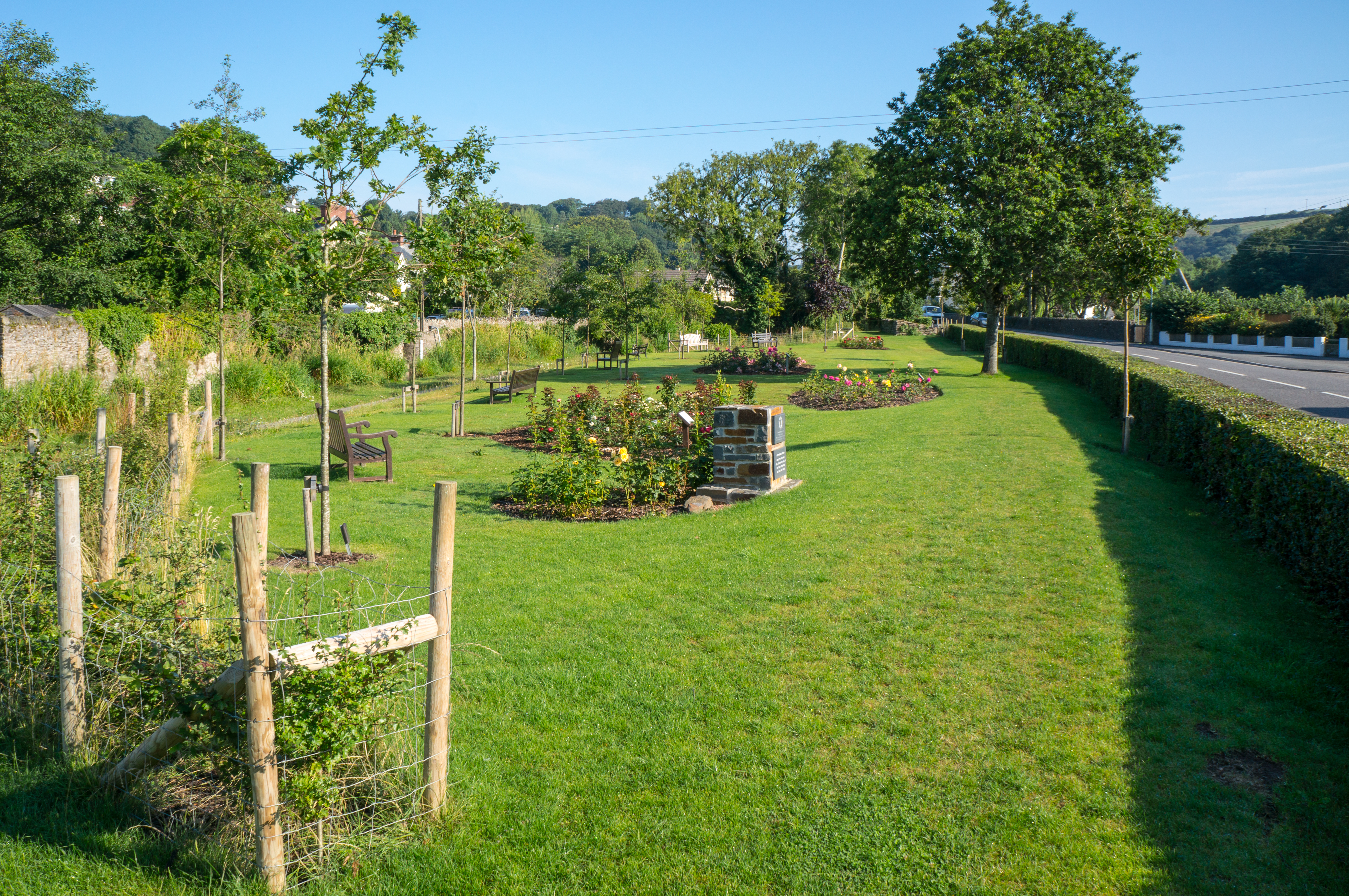
Memorial Garden